# ادریسوو (شهرستان کیگینسکی، باشقیرستان)
ادریسوو (انگلیسی: Idrisovo, Kiginsky District, Republic of Bashkortostan) یک شهرک در شهرستان کیگینسکی استان باشقیرستان کشور روسیه است.